# Castello di Sacuidic
Das  Castello  di  Sacuidic ist eine hochmittelalterliche Burgruine oberhalb des Tagliamento und unterhalb einer alten Straße zwischen Stinsans und Sampuont, Ortsteilen von Forni di Sopra in der italienischen Region Friaul-Julisch Venetien. Die Straße wurde seit Jahrhunderten von Truppen, Pilgern und zum Transport von Handelsgütern von der Adria über den Mauriapass nach Nordeuropa genutzt.

## Lage
Die Ruine liegt in isolierter und leicht zu verteidigender Lage südlich des Ortsteils Stinans auf einer kleinen, schmalen bewaldeten Anhöhe, dem Colle Sacuidic, zwischen dem Fluss Tagliamento und dem Rio Sacuidic. An der zum Tagliamento gewandten Seite fällt der Burgberg etwa 100 Höhenmeter senkrecht ab.

## Geschichte
Die Burg wurde zu Ende des 12. Jahrhunderts auf einem Vorgängerbau errichtet, der wahrscheinlich noch vor der Völkerwanderungszeit zwischen dem 2. und 4. Jahrhundert n. Chr. entstand. Die mittelalterliche Burg wurde in den letzten Jahrzehnten des 13. Jahrhunderts durch einen Brand zerstört. Vermutlich wurde sie von Soldaten der Familie Savorgnan absichtlich in Brand gesteckt. Die Savorgnan waren zuvor in den Besitz der umliegenden Ländereien Forni Savorgnani – heute Forni di Sopra und Forni di Sotto – gelangt. Mit dem Brand wollte die Familie dem auf der Burg betriebenen Prägen von Falschmünzen ein Ende bereiten. Funde lassen vermuten, dass die Burg fluchtartig von den Fälschern verlassen wurde. Mit der Zerstörung der Prägestätte war auch die Geschichte der Burg besiegelt.

### Grabungen
Die erste Grabungen am Castello di Sacuidic wurden vom deutschen Hobby-Archäologen Alexander Wolf  (* 1826 in Pforzheim, † 1904 in Udine) in den Jahren 1889–1901 geleitet. Auch wenn Wolf wenig zur archäologischen Erforschung der Stätte beitrug, war es vor allem sein Verdienst, dass die Ruine vor dem endgültigen Verfall bewahrt wurde.
Nach einem weiteren Jahrhundert der Vernachlässigung wurden 2004 an der mittelalterlichen Burgruine von der Universität Venedig unter der Leitung des Architekten Fabio Piuzzi Sicherungsarbeiten durchgeführt. Bei der anschließenden Grabungskampagne wurden zahlreiche Überreste ans Licht gebracht, die die Datierung der Burg ermöglichten. Unter den Fundstücken befanden sich Metallbarren und Metallreifen, die für das Prägen verwendet wurden, sowie Pfeilspitzen, Keramikfragmente, Reste eines Kürass und für die Zeit seltene Glasbecher.

## Beschreibung
Anhand der Grabungen lässt sich der Aufbau der Burg rekonstruieren. In einer ersten Bauphase entstanden der Bergfried und eine Burgmauer. Ein natürlicher Graben an der zum Hang geneigten Nordseite diente als Burggraben. Anschließend wurde an der Ostseite des Bergfrieds ein Wohngebäude angebaut. Letzteres entstand vermutlich zu Beginn des 13. Jahrhunderts und bestand aus mehreren Stockwerken. Das Erdgeschoss diente als Lagerraum, darüber lag der Piano nobile und wiederum darüber eine Wohnebene. Abgeschlossen wurde der Bau von einer Wehrplatte, die mit einem Holzdach überdeckt war. Im Laufe des 13. Jahrhunderts wurde die Anlage durch eine massive Burgmauer an der Nord- und Ostseite verstärkt. In einer abschließenden Bauphase entstand eine vorgelagerte Zwingermauer, wobei das äußere Burgtor von der Wehrplatte des Wohngebäudes kontrolliert wurde.

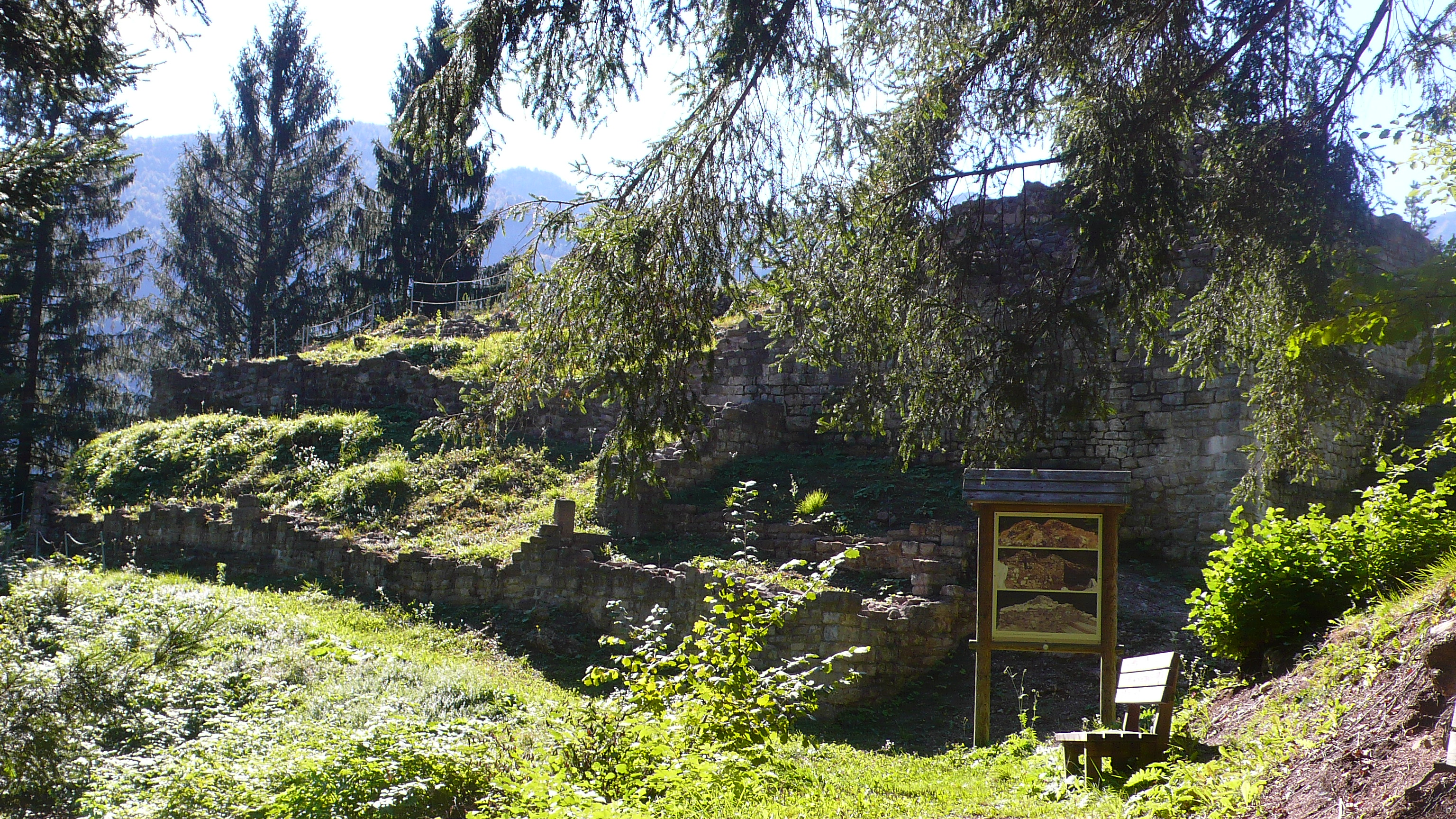
Nord- und Ostseite, im Vordergrund die Reste der Zwingermauer
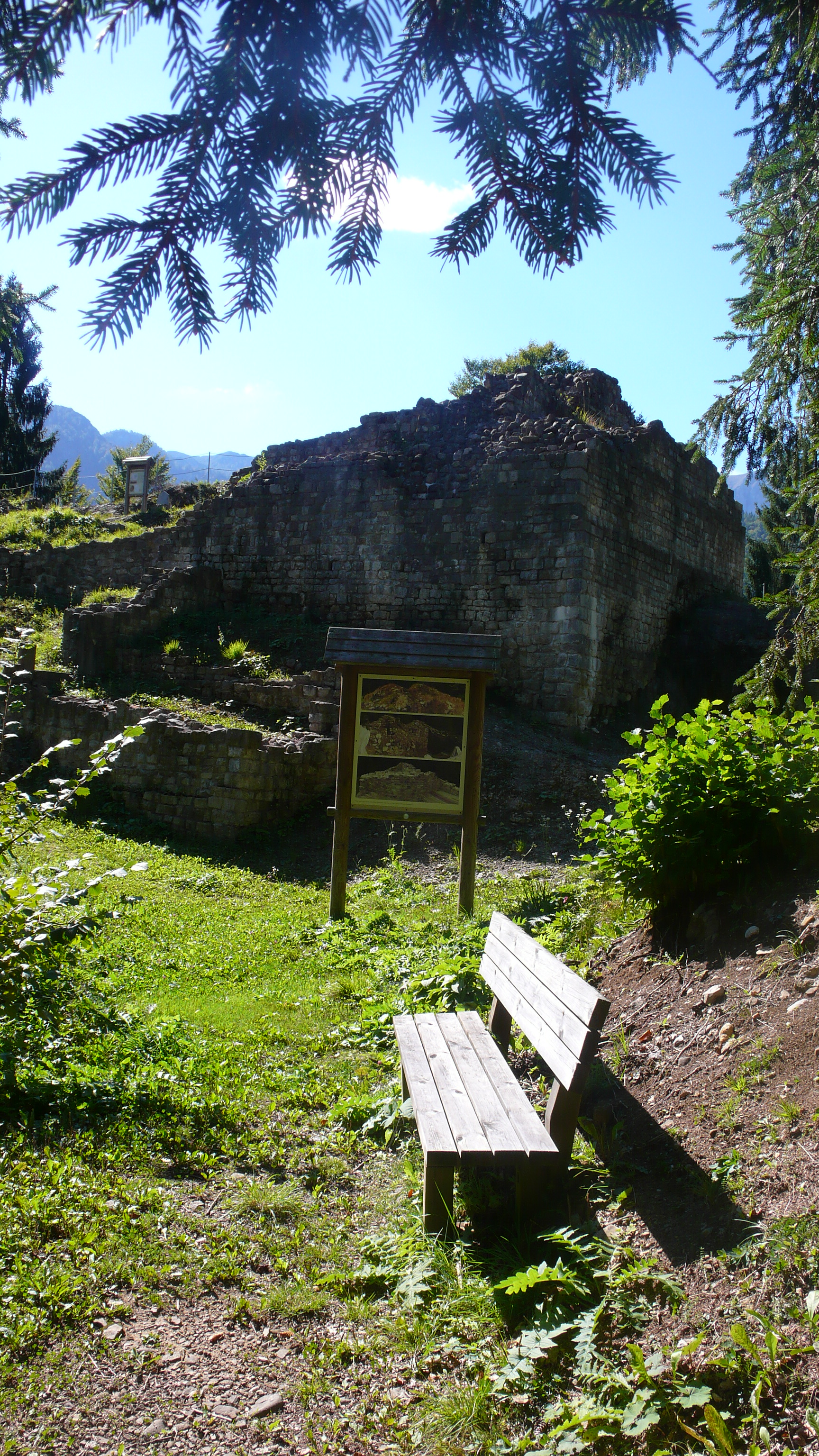
Ruine des Wohngebäudes und des Bergfrieds
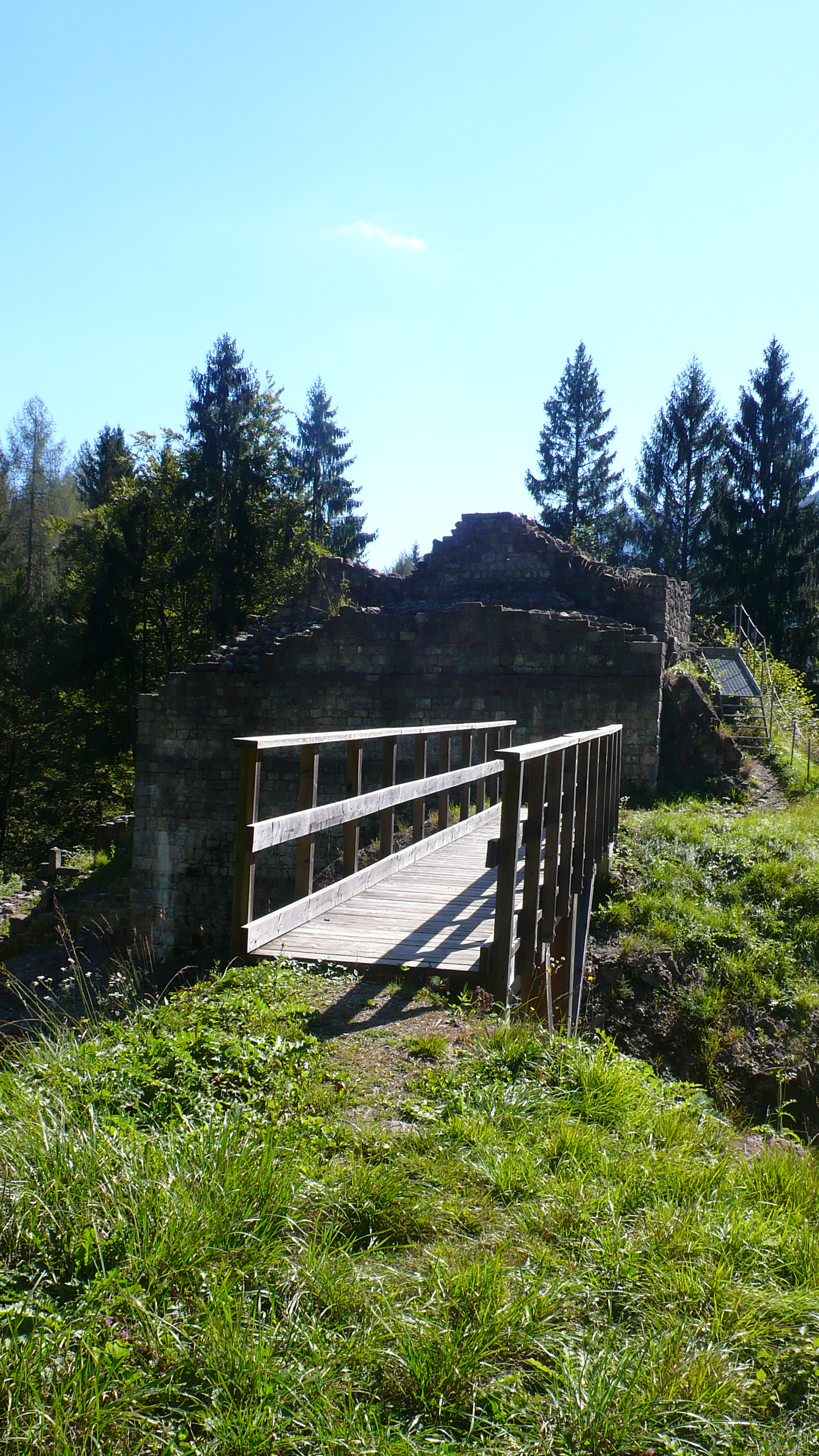
Nordseite mit natürlichem Burggraben und Bergfried
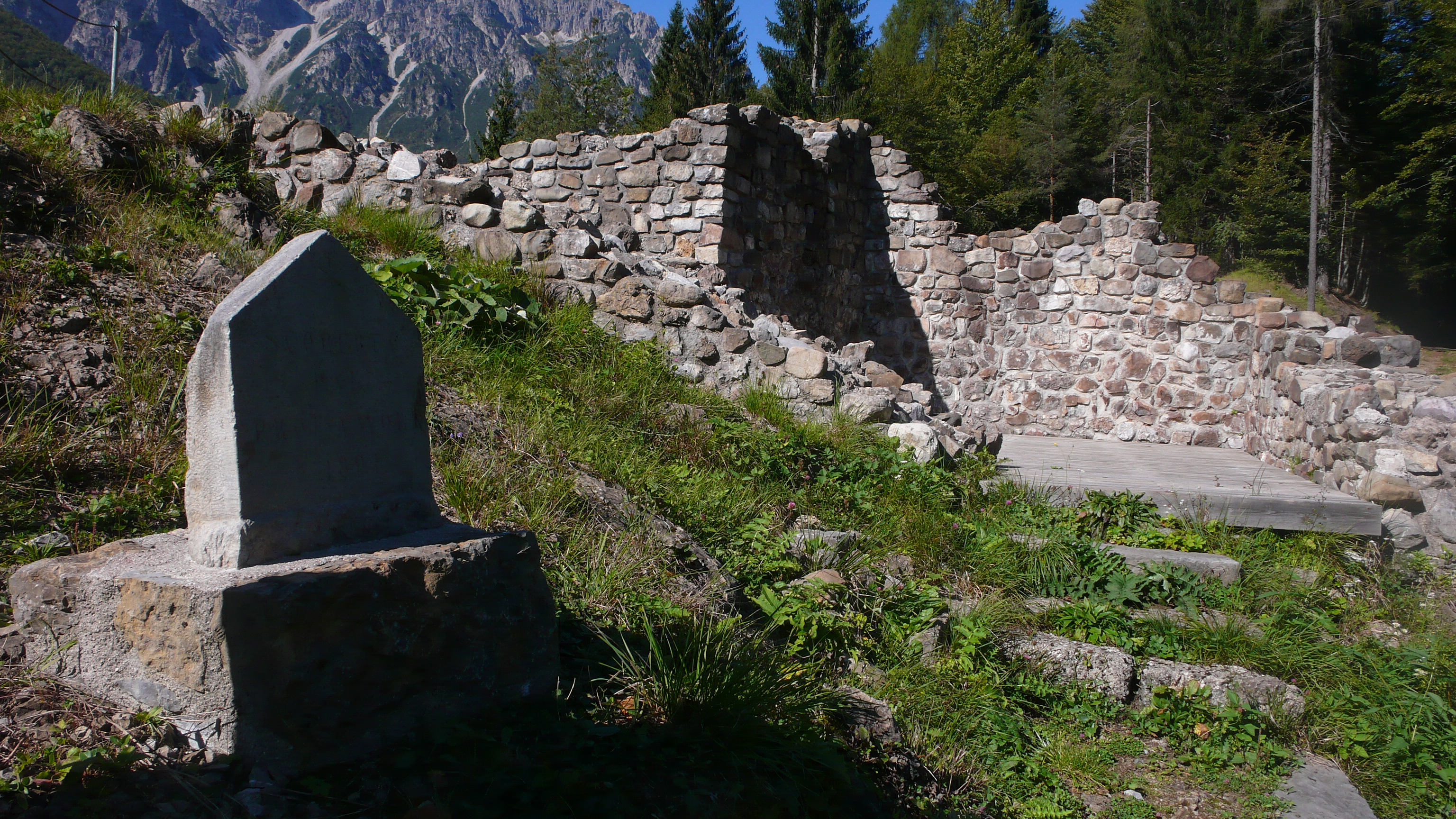
Überreste des Bergfrieds